# Association of Chartered Certified Accountants
De Association of Chartered Certified Accountants (ACCA) is de in 1904 opgerichte, wereldwijde professionele organisatie van accountants en boekhouders, die de opleiding tot Chartered Certified Accountant kwalificatie (ACCA of FCCA) aanbiedt. In juni 2015 had ACCA 178.000 leden en 455.000 studenten in 180 landen. Het hoofdkwartier van ACCA is in Londen met het belangrijkste administratie kantoor in Glasgow. ACCA werkt wereldwijd via een netwerk van 91 kantoren en meer dan 8.500 gecertificeerde werknemers.
De term 'chartered' in de ACCA kwalificatie refereert aan de Royal Charter toegekend in 1974. Chartered Certified Accountant is een wettelijk beschermde term. Individuen die zichzelf beschrijven als Chartered Certified Accountants moeten lid zijn van ACCA.

## ACCA in Nederland
ACCA is de meest internationale opleiding voor accountants en auditors in de Engelse betekenis. De ACCA opleiding wordt ook in Nederland aangeboden door twee organisaties (BPP University en The ExP Group) met internationale docenten.
Buitenlanders die in Nederland in deze branche werken, begrijpen niet dat ACCA relatief onbekend is in Nederland. Van AA en RA accountants heeft men juist buiten Nederland al helemaal niet gehoord. Toen de opleiding ACCA in Nederland werd geïntroduceerd was de eerste vraag vanuit Nederland: "Welk niveau is dat, bachelor of masterniveau?" Een vraag die een Engelsman nooit zal stellen. ACCA zegt daar als kwalificatie genoeg en staat voor een gedegen vakopleiding. De bachelor en masteropleidingen worden meer gezien als algemene opleidingen en inferieur geacht ten opzichte van de diepgaande vakopleiding ACCA. Toch wenst de Nederlander een antwoord op deze vraag. De ACCA opleiding is qua niveau te vergelijken met de post-hbo-opleidingen, zoals Accountant Administratieconsulent (AA) en met de post-doc opleidingen, zoals Register Accountant (RA).